# Sabrina Bartlett
Sabrina Bartlett, née le 12 septembre 1991 à Hammersmith (Londres), est une actrice britannique. Elle est connue pour son rôle de Sophie dans Da Vinci's Demons.

## Biographie
Après plusieurs années dans la danse, Sabrina Bartlett entre à la Guildford School of Acting (en) dont elle sort diplômée en 2013.
En 2016, elle apparait dans l'épisode final de la sixième saison de la série Game of Thrones en tant que déguisement d'Arya Stark.
En 2017, elle tient le rôle de la Princesse Isabella dans la première saison de la série Knightfall diffusée sur History.
Pas chanteuse à l'origine, elle apprend le chant d'opéra pour le rôle de Siena Rosso dans La Chronique des Bridgerton en 2020. Malgré cela, elle est doublée dans la série par la chanteuse Rowan Pierce.
Elle est choisie pour incarner le rôle de Mariette Larkin — précédemment interprété par Catherine Zeta-Jones — dans le reboot de la série d'ITV, The Darling Buds of May en 2021.

## Filmographie

### Courts-métrages
- 2014 : The Crossing
- 2015 : Respite

### Télévision

#### Séries télévisées
- 2014 : Doctor Who : Quayle's Ward
- 2014 : Holby City : Gabriella 'Gabi' Mendoza
- 2014 : Suspects : Hannah Stevenson
- 2014 : The Passing Bells : Katie
- 2015 : Da Vinci's Demons : Sophia
- 2015 : Inspecteur Barnaby : Tina Tyler
- 2015 : Poldark : Keren Smith
- 2016 : Game of Thrones : Handmaid
- 2017 : Versailles : Mathilde
- 2017 : Knightfall : Isabella / Princesse Isabella
- 2020 : La Chronique des Bridgerton : Siena Rosso

#### Téléfilms
- 2015 : Virtuoso : Birgit